# 太田氏房
太田 氏房 / 北条 氏房（おおた うじふさ / ほうじょう うじふさ）は、戦国時代から安土桃山時代にかけての武将。後北条氏の家臣。北条氏政の四男。武蔵岩付城主。太田源五郎と同一人物と考えられてきたが、現在では別人とされる。太田姓を称したかは定かではない。

## 生涯
永禄8年（1565年）、北条氏政の三男として誕生した。北条氏直の異母弟にあたる。
天正8年（1580年）12月、父・氏政、兄・氏直・同源五郎と並んで菊王丸の名で、相模大井宮に料足を寄進しているのが史料上の初見。天正9年（1581年）に元服し、仮名十郎を称した。翌年7月から岩付領支配のための文書を出している。ただし、岩付衆への軍事指揮権や領内裁判権は隠居の氏政が掌握しており、氏房の全権支配が始まるのは天正13年（1585年）7月の婚姻以後のことである。
天正15年（1587年）、氏房が松浦氏を奉行人とし、与野郷周辺の堤防築造を人足百人宛5日の日限で命じた古文書が指定有形文化財として現存している。
天正18年（1590年）、豊臣秀吉の小田原征伐では居城の岩槻城は家臣に守らせ、自分は小田原城に籠城した。包囲中、氏房は蒲生勢に夜襲をかけるなど北条側唯一といえる攻勢に出ている。ちなみに岩槻城は、小田原城開城に先立って5月20日に陥落した。
北条氏滅亡後、兄・氏直と共に高野山で蟄居した。その後、寺沢広高預かりとなり、朝鮮出兵に従い160名を率いて名護屋城に陣していたが、天正20年（1592年）4月12日に同地で病死した。徳川家康の指揮により葬儀が営まれ医王寺(佐賀県唐津市)に葬られた。この時、12人の家臣が殉死している。
医王寺(佐賀県唐津市)近くに北条氏房と殉死者の供養墓が現存する。